# Santa Rosa de Lima, delstaten Mexiko
Santa Rosa de Lima är en ort i kommunen El Oro i delstaten Mexiko i Mexiko. Samhället hade 1 420 invånare vid folkräkningen år 2020.